# Hồng Quang, Nam Trực
Hồng Quang là xã thuộc huyện Nam Trực, tỉnh Nam Định, Việt Nam.

## Lịch sử hình thành
Xã Hồng Quang được hình thành trên một phần đất cũ của các tổng Cổ Da và Đỗ Xá của huyên Nam Chân (Sau đổi huyện Nam Chân thành huyên Nam Trực) và tổng Giang Tả của huyện Thượng Nguyên Sau cách mạng tháng 8 năm 1945 hàng loạt các xã mới được thành lập trên cơ sở sáp nhập các làng - xã cũ. Năm 1952 sáp nhập xã Báo Đáp và Giang Tả của tổng Giang Tả thành lập xã mới lấy tên là Mỹ Toàn. Các xã Cổ Chử, Lạc Đạo, Đạo Nghĩa của tổng Đỗ Xá với xã Lạc Na của tổng Cổ Da thành lập xã mới lấy tên là Lạc Chử.
Ngày 15 tháng 10 năm 1952 Thủ tướng Chính phủ ra Nghị định số 224 -TTg đổi tên 15 xã trong huyện: Đổi xã Lạc Chử thành xã Nam Chấn.
Năm 1953 cắt xã Mỹ Toàn của huyện Mỹ Lộc về huyện Nam Trực và đổi tên xã Mỹ Toàn thành xã Nam Toàn.
Năm 1957 chia tách xã Nam Toàn thành 2 xã Nam Toàn và xã Nam Quang. Xã Nam Quang gồm thôn Báo Đáp. Xã Nam Toàn gồm thôn Giang Tả.
Sau cách mạng tháng 8 năm 1945 hình thành một số thôn mới như Dứa (trước là Cổ Chử), Rạch và các xóm Mộng Giáo, Mộng Lương, Thự, Thị, Phố Mả Râm.
Ngày 27/03/1978 hợp nhất hai xã Nam Chấn và Nam Quang thành xã Hồng Quang.

## Địa giới hành chính
- Phía bắc giáp các xã Nam Toàn, Nam Mỹ, Nam Vân và Điền Xá.
- Phía đông giáp xã Điền Xá và Tân Thịnh.
- Phía nam giáp xã Nam Hoa, Nam Hùng, Nam Cường.
- Phía tây giáp xã Nam Cường, Nam Vân.[4]

## Hành chính
Xã Hồng Quang gồm 6 thôn của hai xã cũ là Nam Chấn và Nam Quang gồm:
- Hậu Phú, Lạc Na, Báo Đáp, Lạc Đạo, Dứa, Rạch và các xóm: Trại Xám, Mộng Lương, Mộng Giáo, Thị, Thự, Phố Mả Râm.

## Giao thông
Xã có quốc lộ 21 và tỉnh lộ ĐT 488 chạy qua.